# Площа Маяковського (Запоріжжя)
Плóща Маякóвського — площа на перетині центральної магістралі Запоріжжя — Соборного проспекту та бульвару Марії Примаченко у Вознесенівському районі міста.

## Історія
На зорі перетворення тихого повітового Олександрівська в гучне технічно-сучасне Запоріжжя (друга половина 1920-х років) площа десь на межі житлової забудови та промислового району повинна була стати культурною Меккою міста після будівництва храму-пристановища муз. Тоді навіть офіційно площі надали назву — Театральна, але поточні події внесли свої корективи.
У морозні лютневі дні 1928 року місто на Дніпрових порогах відвідав глашатай революційної радянської влади — Володимир Маяковський (1893—1930). Його творчий вечір, що проходив у Народному домі на Пушкінській, спонукав місцеву владу увічнити цю знаменну подію на архітектурному абрисі Запоріжжя.
Вибір припав на Театральну площу, яка ще не встигла пізнати всі принади грандіозного будівництва храму Мельпомени — їй присвоїли ім'я поета-футуриста, а про початкові плани та проекти щасливо забули. Площу зеленої перлини в самому центрі нового міста значно скоротили у 1930-х роках, навколо виросли багатоповерхові будівлі в стилі сталінського ампіру. Пройде без малого три десятиліття: введуть в експлуатацію Дніпровську ГЕС, виростуть нові квартали, кривавим колесом прокотяться запорізькою землею бойові дії Другої світової війни, відбудуються зруйновані будинки, будуть зведені нові заводи, а площа Маяковського буде залишатися все тим же шматочком ностальгічного минулого з її затишними лавочками, тишу якого порушував лише стукіт коліс спритного трамвая (до 12 березня 2004 року, коли було розпочато демонтаж трамвайної лінії на центральному проспекті). Лише у 1968 році міська влада згадала про її існування, затвердивши проект реконструкції однієї з перлин центральної вулиці міста. Тоді-то тут і з'явився перший круглий мальовничий фонтан з центральною чашею в оточенні одиничних струменів і брущате вимощення тінистих алей.
У 1980-х роках, зазнавши невелику модернізацію, площа оновила свою головну гордість — фонтан і зелене убрання, щоб на довгих чверть століття заснути сном забуття, поки над країною пролетять перші важкі роки становлення України як самостійної держави.
2001 року головний її фасад обгородили високим парканом і на три роки сховали від цікавих очей, аби 14 жовтня 2004 року перед здивованою публікою постало диво — вся історія української землі в кам'яних етноідолах навколо обертаною під дією сил водної стихії планетою земля відображена в проекті художника Петра Антипа. З того часу колоритний бульвар став улюбленим місцем запорізької богеми, народних умільців та їх шанувальників, витвори яких змушують посміхатися душі і роблять добрішими серця, а з 19 грудня 2015 року, коли тут вперше напередодні нового року встановили головну міську ялинку, площа Маяковського до того ж отримала і офіційне визнання місцевої влади як головна новорічна ялинка міста Запоріжжя.

Фонтан «Життя»
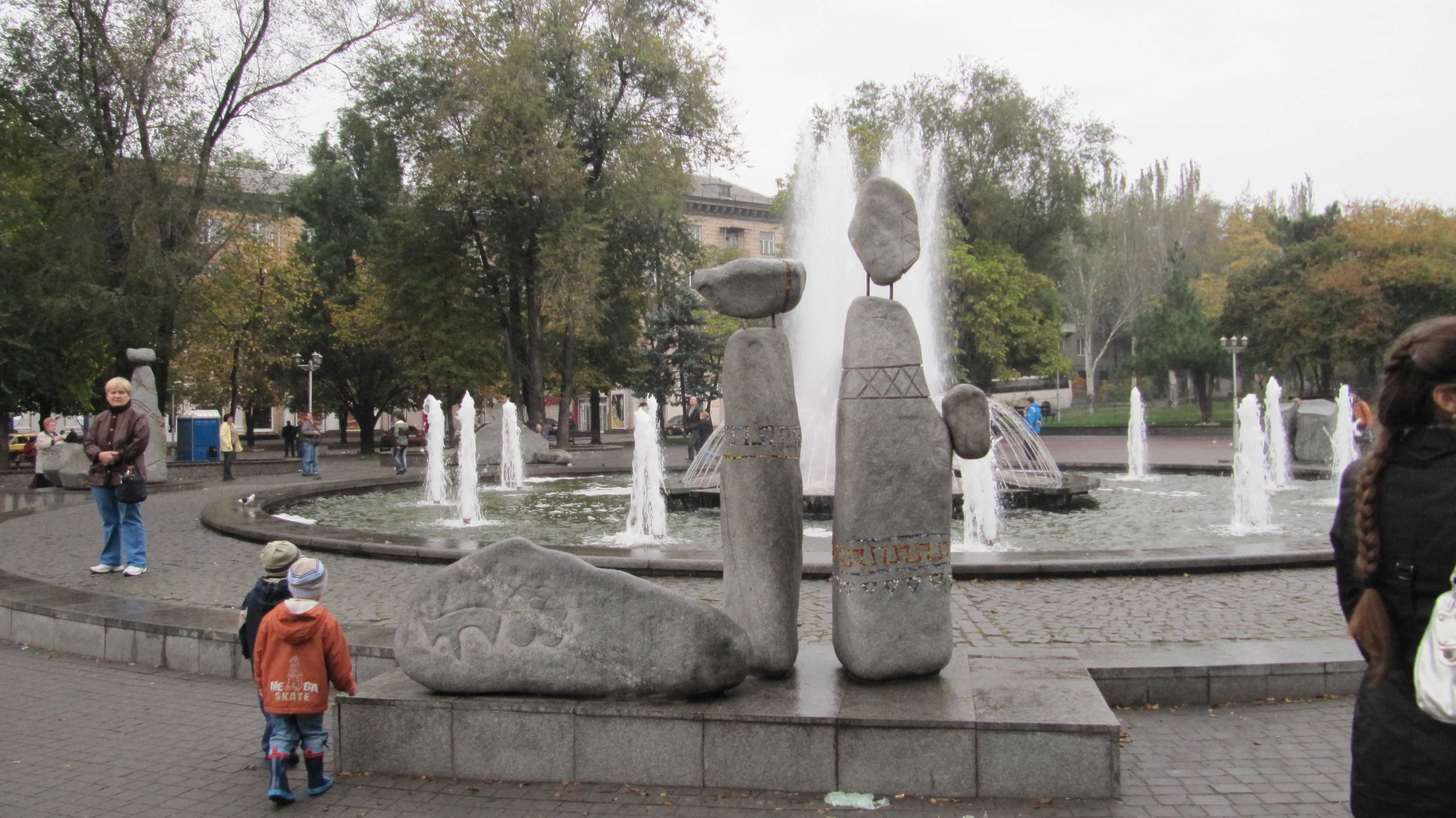
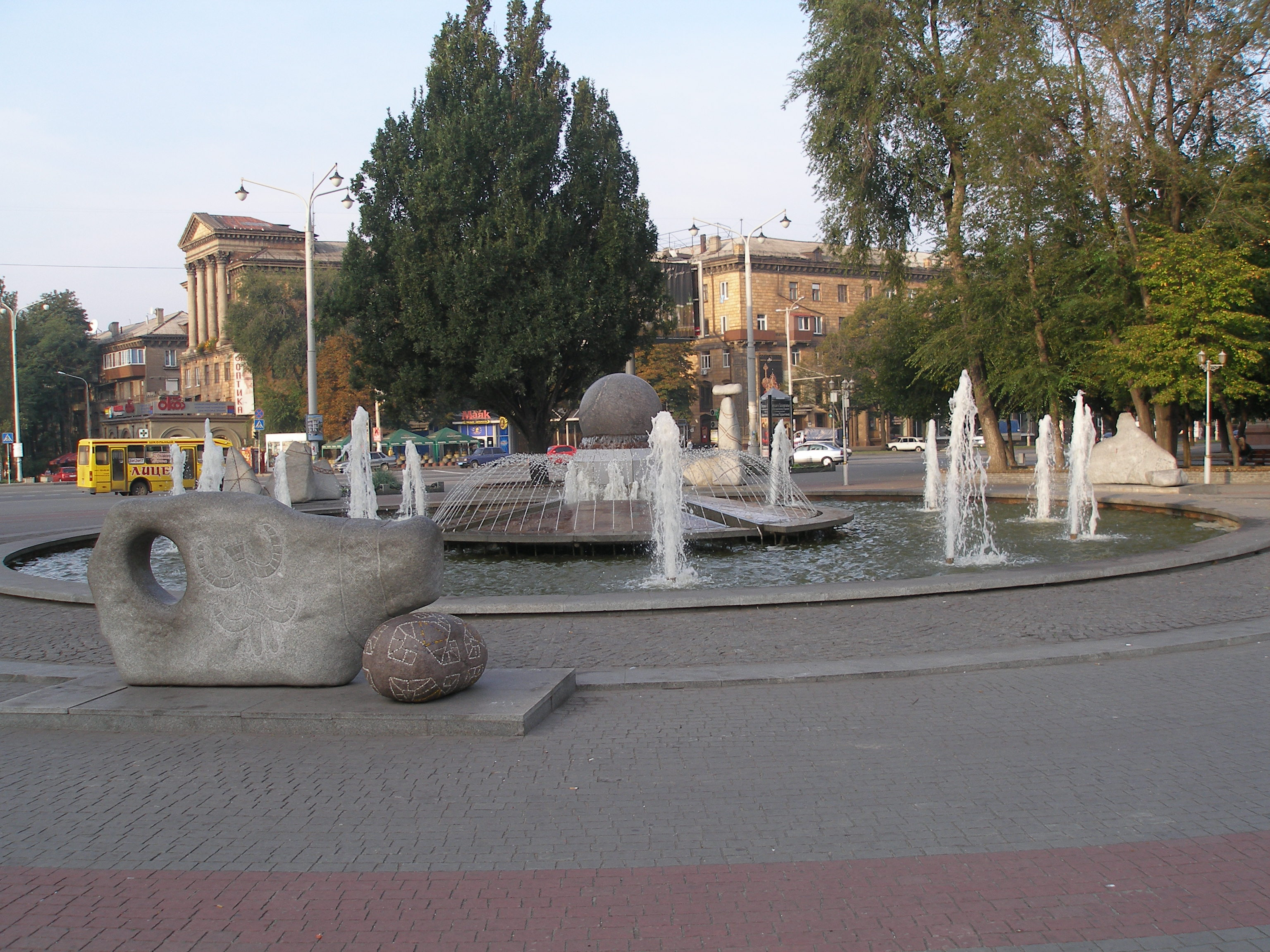
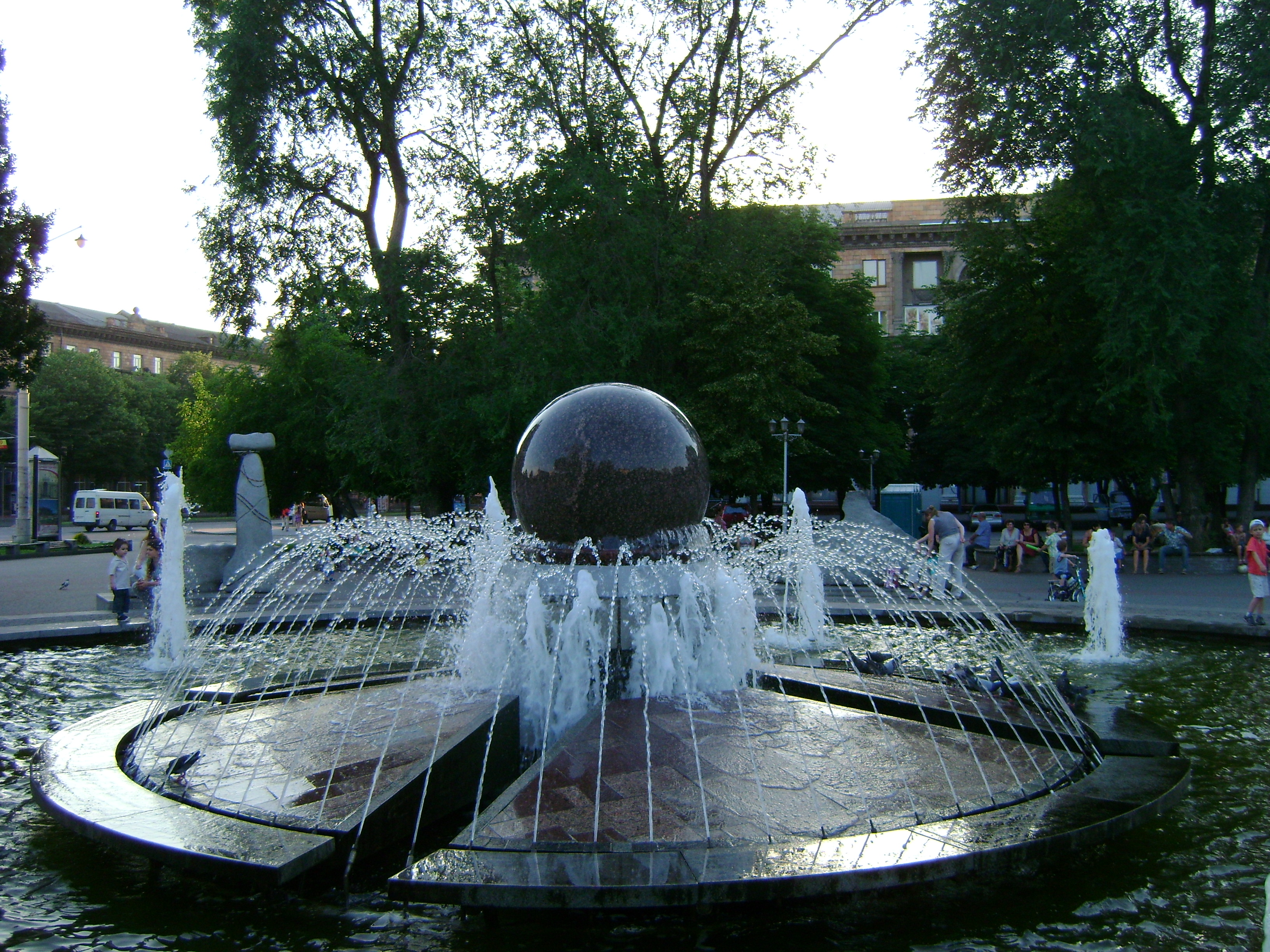

8 листопада 2023 року головний спеціаліст департаменту культури і туризму Запорізької міської ради Павло Кравчук в коментарі телеканалу «МТМ» повідомив, що площа Маяковського в Запоріжжі буде перейменована на Мистецький майдан, а колишній проспект Маяковського, що прилягає до неї 20 травня 2024 року отримав нову назву на честь української художниці Марії Примаченко.
З 24 червня по 10 липня 2025 року у Запоріжжі тривало електронне опитування щодо перейменування площі Маяковського зі зміною типу урбаноніму з «площі» на «майдан». Було запропоновано два варіанти назви: «майдан Митців» та «майдан Гідності», серед яких переважна більшість опитуваних підтримала нову назву «Майдан Митців».

## Архітектура

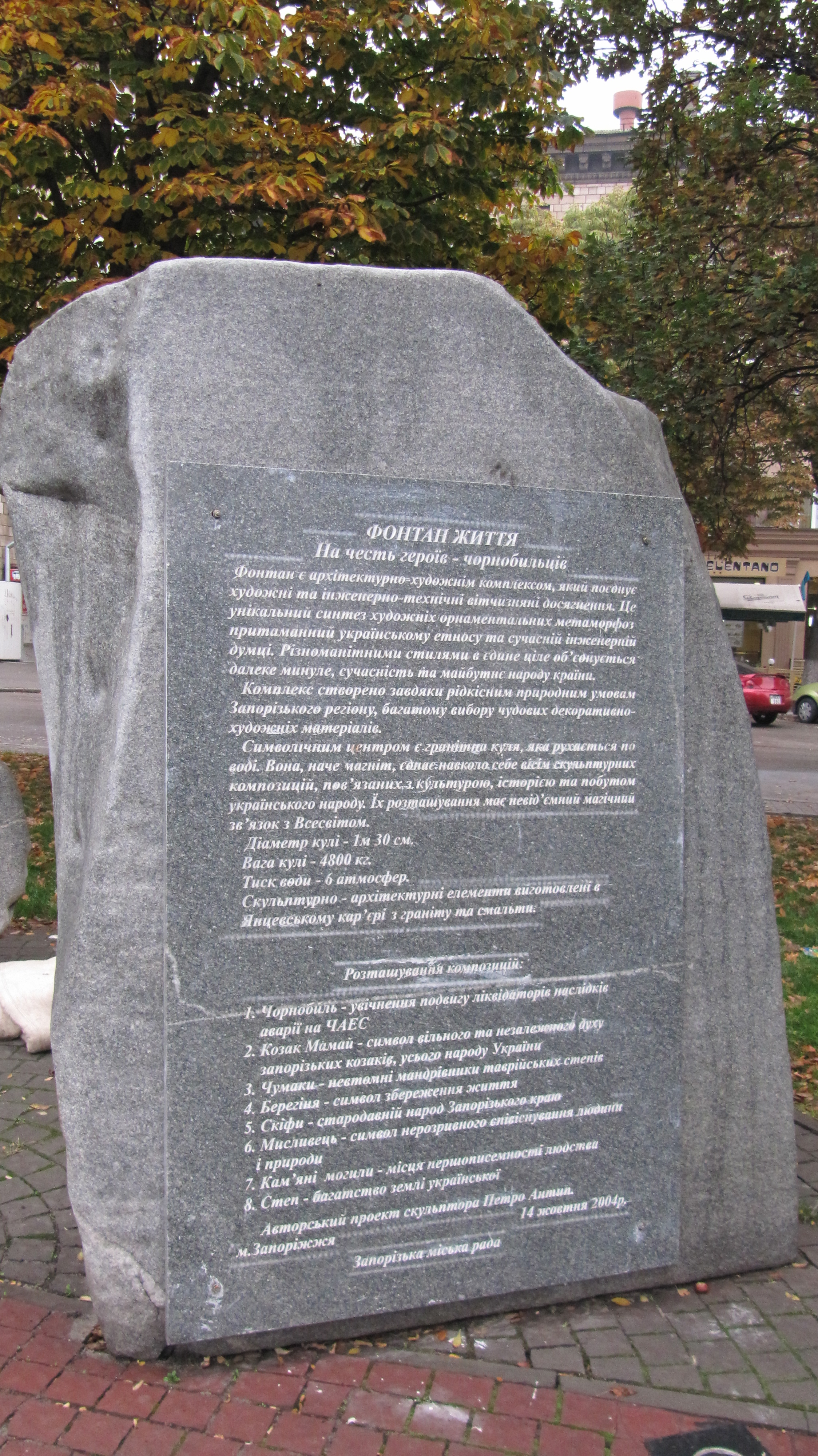
Пам'ятний знак ліквідаторам Чорнобильської катастрофи

Еспланада займає площу в 2,35 га і має витягнутий прямокутний (235 м х 100 м) периметр з регулярним плануванням, центром якого виступає алея з пам'ятним знаком ліквідаторам аварії на Чорнобильській АЕС і відгалуженими в різні боки доріжками.
Головний фасад площі прикрашає самобутня і унікальна, як за технікою виконання, так і за задумом, фонтанна група: величезна чаша-всесвіт діаметром 25 м, де під тиском води вільно обертається планета Земля, яку уособлює велику сферичну кам'яну брилу (гранітну кулю) вагою 3,8 т (діаметр 1,3 м), яка обертається під дією води, а по периметру її оточують сім кам'яних статуй в етностилі з граніту і смальти, які символізують собою життя (Берегиня) і спадкоємність поколінь (Скіфи), достаток (Степ) і працьовитість (Чумаки), незалежність (козак Мамай) і єдність з природою (Мисливець), а також, звичайно, Кам'яні могили як пам'ятник всіх часів і народів, які за тисячоліття пройшли українською землею.
«Фонтан життя» побудований на площі Маяковського 1968 року, реконструйований 2004 року, який присвячений учасникам ліквідації та жертвам Чорнобиля. Щорічно відкриття фонтану здійснюється 26 квітня — в день пам'яті жертв Чорнобиля.

## Транспорт
До площі Маяковського є можливість дістатися громадським транспортом, що прямує через центр міста до зупинки «Вулиця Сталеварів» або ТЦ «Україна».

## Галерея

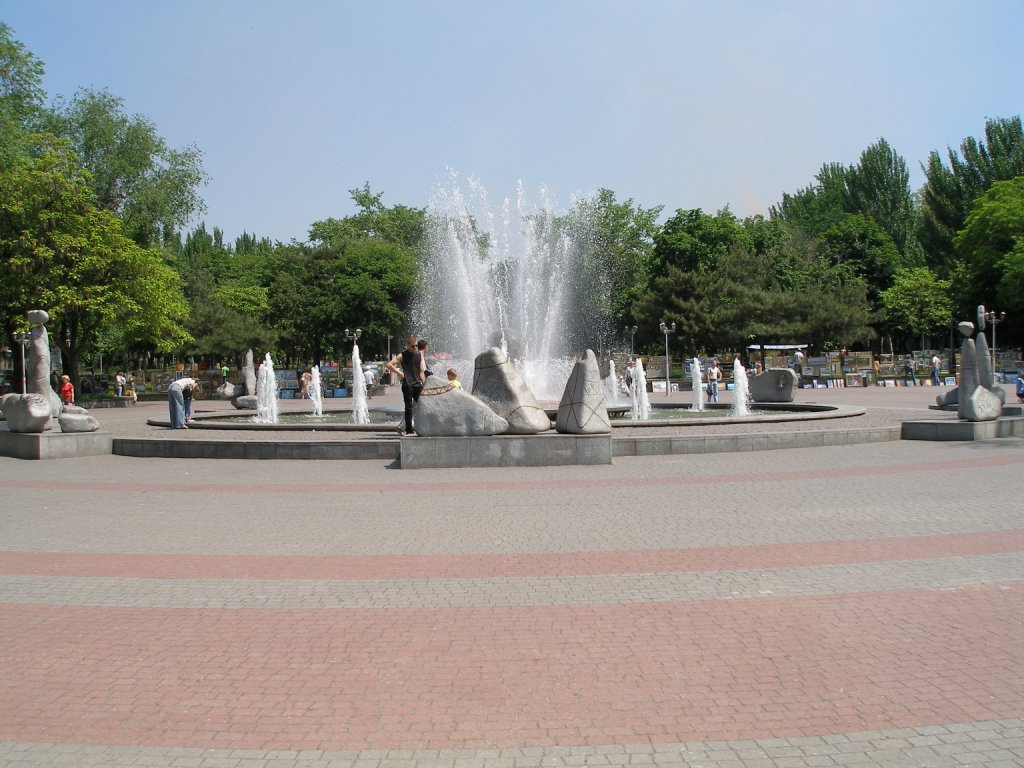
Фонтан
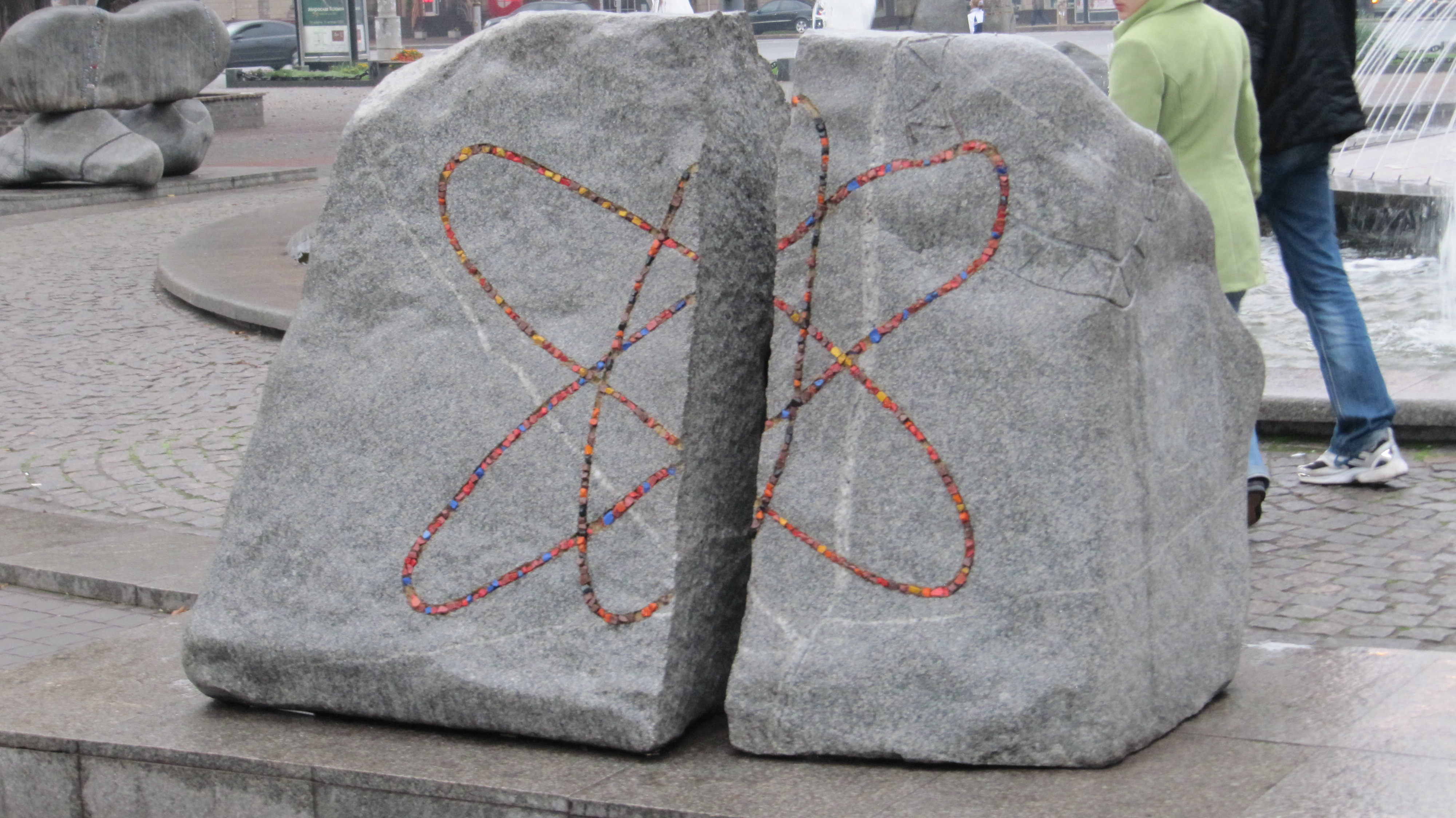
Пам'ятний знак жертвам Чорнобильської катастрофи біля фонтану
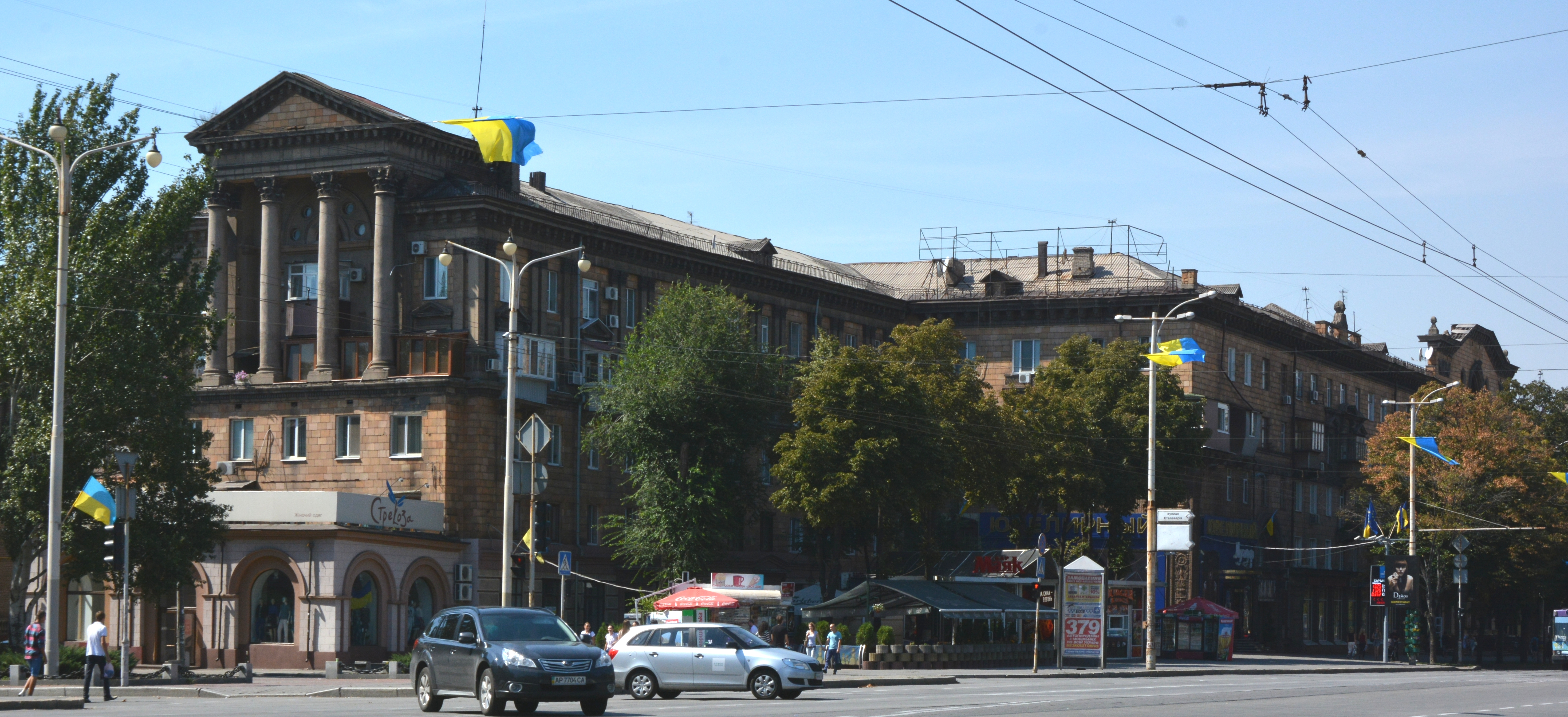
Житловий будинок, що формує ансамбль площі Маяковського, проспект Соборний, 151
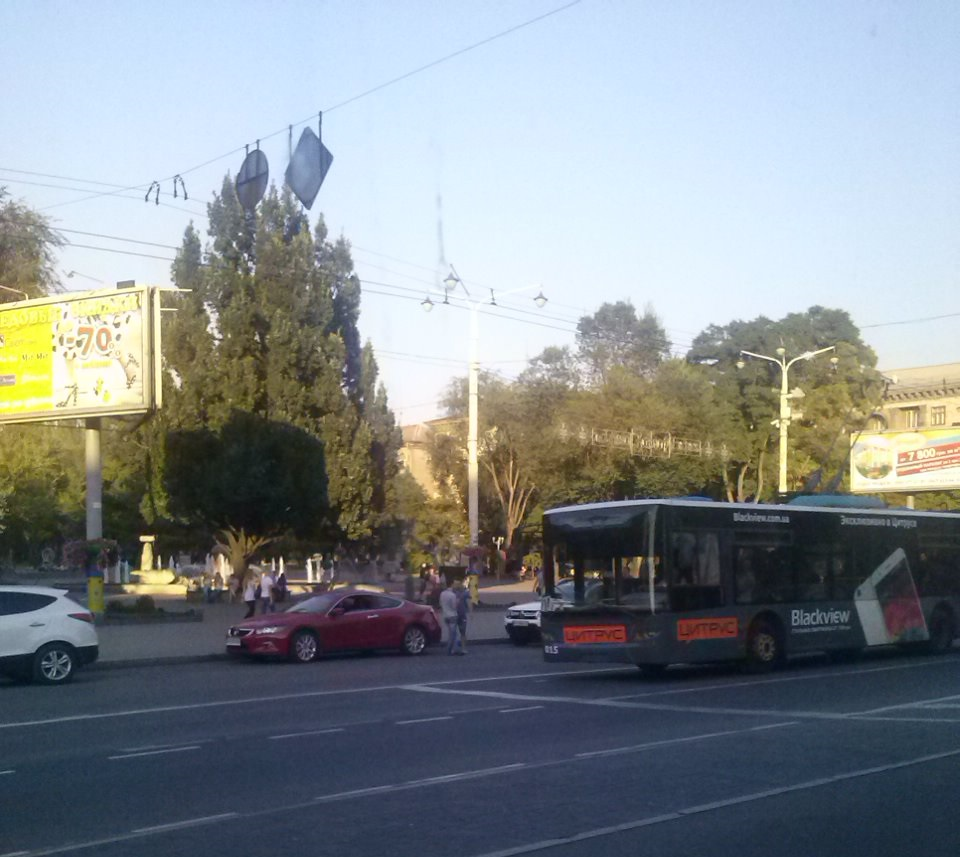
ЛАЗ Е183 на площі Маяковського
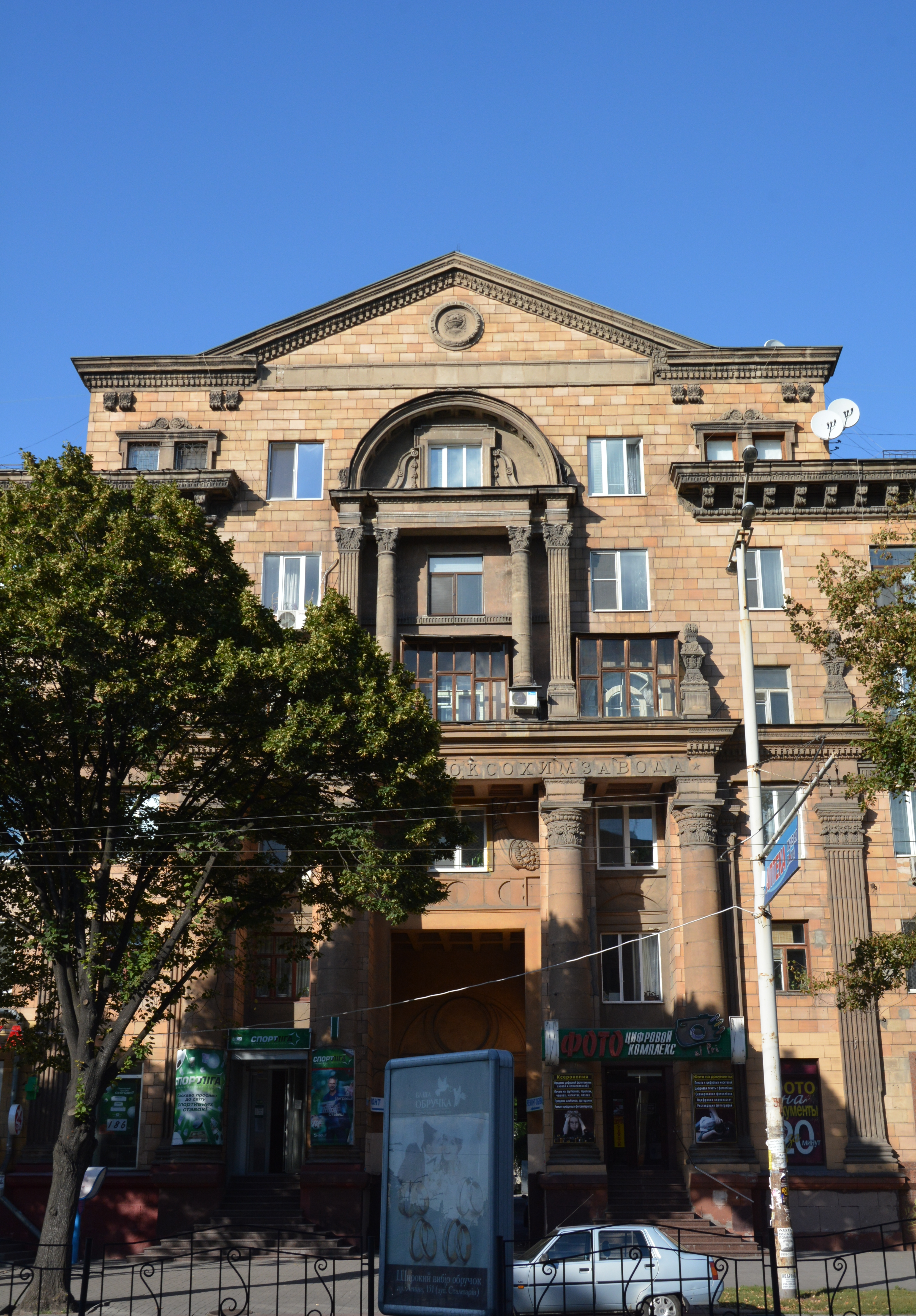
Житловий будинок поблизу площі Маяковського